# Liebesnächte in Sevilla
Liebesnächte in Sevilla (Originaltitel: The Loves of Carmen) ist eine US-amerikanische Verfilmung von Prosper Mérimées Novelle Carmen aus dem Jahr 1948 mit Rita Hayworth in der Hauptrolle.

## Handlung
Sevilla im Jahr 1830: Der junge Dragoner Don José erliegt den Reizen der ebenso schönen wie listigen Zigeunerin Carmen. Diese hat bereits zahlreiche Verehrer und ist nur allzu offen für neue flüchtige Abenteuer. Obwohl der sonst so abergläubischen Carmen von einer alten Zigeunerin prophezeit wird, dass sie durch die Hand des Mannes sterben werde, den sie wahrhaft liebt, lässt sich Carmen nicht davon abbringen, Don José heimlich zu treffen. Als sie gemeinsam in ihrem Liebesnest von einem weiteren Verehrer Carmens, Josés Oberst, überrascht werden, kommt es zur blutigen Auseinandersetzung. Der Oberst stirbt durch den Degen Josés, nachdem ihm Carmen ein Bein gestellt hat.
Notgedrungen fliehen José und Carmen in die Berge zu einer Zigeunerbande und beginnen ein Leben als Gesetzlose. Als der Anführer der Bande, Garcìa, nach verbüßter Gefängnisstrafe überraschend zurückkehrt, erfährt José, dass Garcìa Carmens Ehemann ist. Sofort flackert die Eifersucht in ihm auf. Ein blutiger Kampf der beiden Männer wird unausweichlich. Nach langem Ringen gelingt es José, seinen Rivalen mit einem Messer niederzustrecken. Daraufhin wird José der Anführer der Bande, die verwegene Überfälle auf Durchreisende verübt. Doch mit der Zeit plagt ihn sein schlechtes Gewissen, wofür ihn Carmen zunehmend verachtet.
In dem gutaussehenden Stierkämpfer Lucas findet Carmen schließlich ein neues Objekt der Begierde. Sie lässt sich nur noch selten bei der Bande und José blicken, weshalb dieser misstrauisch wird und ihr zur Stierkampfarena folgt. Dort stellt er sie zur Rede. Er fleht sie an, zu ihm zurückzukehren, doch sie weigert sich und verhöhnt ihn. Blind vor Wut zückt er sein Messer und stößt es in Carmens Herz. Im selben Augenblick entdeckt ihn ein Soldat und schießt. José wird tödlich getroffen und sinkt in die Arme der sterbenden Carmen.

## Hintergrund
Liebesnächte in Sevilla war die vierte und letzte Zusammenarbeit von Rita Hayworth und ihrem Lieblingsregisseur Charles Vidor. Zugleich war es der erste Film, der von Hayworths Produktionsfirma, der Beckworth Corporation, koproduziert wurde, was Hayworth sowohl Mitbestimmungsrechte als auch Anteile am Profit einbrachte. Neben ihrem lebenslangen Freund und häufigen Leinwandpartner, Glenn Ford, engagierte Hayworth ihren Vater Eduardo Cansino, der helfen sollte, die traditionellen spanischen Tänze zu choreografieren, ihren Onkel José Cansino, der in einer Tanzszene zu sehen ist, und ihren Bruder Vernon Cansino, der in einer kleinen Nebenrolle als Soldat zum Einsatz kam.
Die Außenaufnahmen entstanden bei Lone Pine in Kalifornien und rund um Mount Whitney. Als während des Drehs jemand gegenüber Regisseur Vidor bemerkte, dass die Gegend den authentischen Landschaften um Sevilla nicht entspreche, meinte dieser: „Na und? Wenn die Leute erstmal diese schönen Berge und die natürliche Landschaft sehen, werden sie sich schon nicht darüber beklagen, dass die Szenerie nicht mit dem Schauplatz der Geschichte übereinstimmt.“
Liebesnächte in Sevilla wurde am 23. August 1948 in den Vereinigten Staaten uraufgeführt, wo die Kritiker vor allem die Leistungen von Rita Hayworth und Kameramann William E. Snyder lobten. Glenn Ford wiederum gilt in seiner Rolle des Don José allgemein als fehlbesetzt. In Deutschland kam der Film am 31. August 1951 in die Kinos.

## Kritiken
Das Lexikon des internationalen Films bezeichnete Liebesnächte in Sevilla als eine „[m]it Routine und Raffinement inszenierte Hollywood-Version der Carmen-Novelle mit einer verführerischen und temperamentvollen Rita Hayworth in der Hauptrolle“. Was die „Atmosphäre und Milieuzeichnung“ angeht, sei der Film jedoch „wenig überzeugend“.
„Es gab nie eine faszinierendere oder so verführerische Zigeunerin, wie Rita Hayworth hier ihre Rolle spielt“, befand Weekly Variety seinerzeit. Die Unterhaltung, die Hayworths Darstellung biete, „dürfte lange Schlangen vor den Filmtheatern garantieren“. Bosley Crowther von der New York Times schrieb hingegen, dass Hayworth trotz ihrer „üppigen und offensichtlichen Reize“ nicht das habe, „was es braucht, um die Rolle der Carmen zu spielen“. Es fehle ihrer Darstellung an Schwung, sodass die von Merimée geschaffene Figur einer „Schlampe“ in „dieser theatralischen und schwerfälligen Farce“ zu „gelackt und fade“ erscheine. Auch die Tänze und ein Lied seien „hübsch, aber langweilig“.
The Hollywood Reporter meinte, dass die Geschichte der Carmen „noch nie vor einer so aufwändigen Kulisse“ inszeniert worden sei. Dabei hätten vor allem „die Kunstfertigkeit der Szenerie, die exquisiten Details der Kostüme und die atemberaubende Herrlichkeit der Technicolor-Farben“ es geschafft, frischen Wind in die Erzählung von Mérimée zu bringen. Auch sei Rita Hayworths Carmen „genau so, wie die Rolle gespielt werden sollte – stolzierend, posierend, teuflisch clever und so schön wie die Morgenröte“. Im Vergleich dazu seien Glenn Fords „Versuche“ als Don José „weniger erfolgreich“, was man ihm jedoch nicht zur Last legen könne. Trotz des Make-ups und der Kostüme entspreche „seine Erscheinung einem Schuljungen bei seinem ersten Besuch einer Peepshow“.
Auch Craig Butler vom All Movie Guide stufte Glenn Ford rückblickend als Fehlbesetzung ein. Er könne schlicht „die selbstzerstörerische Obsession, die seine Rolle verlangt, nicht vermitteln“. Rita Hayworth, laut Butler „eine der wenigen echten Liebesgöttinnen der Leinwand und eine gute Schauspielerin noch dazu“, könne „zwar nicht so manche Schwachstelle des Dialogs vergessen lassen“, doch sei sie „so bezaubernd, dass die meisten Zuschauer die theatralischen Worte aus ihrem Mund ignorieren werden“. Sobald sie im Film tanze, „erfüllt sie die Leinwand mit der Vitalität und der Verschlagenheit, die ihre Rolle kennzeichnen“. Dabei habe „William Snyders prächtge Kameraarbeit […] sie in all ihrer umwerfenden Schönheit“ eingefangen. Alles in allem reiche die Kombination von Hayworth und Snyder aus, „um viele Makel des Films gerade noch zu überdecken“. Der Filmkritiker Leonard Maltin fand einzig „Hayworths Schönheit“ in „dieser farbenfrohen, jedoch gewöhnlichen“ Verfilmung erwähnenswert.

## Auszeichnungen
Bei der Oscarverleihung 1949 war der Film in der Kategorie Beste Kamera in einem Farbfilm für einen Oscar nominiert. Kameramann William E. Snyder konnte sich jedoch nicht gegen Joseph A. Valentine, William V. Skall und Winton C. Hoch durchsetzen, die gemeinsam für ihre Arbeit an Johanna von Orleans mit der Trophäe ausgezeichnet wurden.

## Weitere Verfilmungen der Novelle
- 1915: Carmen – USA – Regie: Cecil B. DeMille; mit Geraldine Farrar
- 1915: Carmen – USA – Regie: Raoul Walsh; mit Theda Bara
- 1916: Burlesque on Carmen – USA – Regie: Charles Chaplin; mit Edna Purviance
- 1918: Carmen – Deutschland – Regie: Ernst Lubitsch; mit Pola Negri
- 1926: Carmen – Frankreich – Regie: Jacques Feyder
- 1927: The Loves of Carmen – USA – Regie: Raoul Walsh; mit Dolores del Río
- 1945: Carmen – Italien, Frankreich – Regie: Christian-Jaque; mit Viviane Romance
- 1954: Carmen Jones – USA – Regie: Otto Preminger; mit Dorothy Dandridge
- 1983: Carmen – Spanien – Regie: Carlos Saura; mit Laura del Sol
- 1983: Vorname Carmen (Prénom Carmen) – Frankreich – Regie: Jean-Luc Godard; mit Maruschka Detmers
- 1984: Carmen – Frankreich, Italien – Regie: Francesco Rosi; mit Julia Migenes
- 2003: Carmen – Spanien, Italien, Großbritannien – Regie: Vicente Aranda; mit Paz Vega